# Kaplica Narodzenia Bogurodzicy w Mochnaczce Niżnej
Kaplica Narodzenia Bogurodzicy w Mochnaczce Niżnej – dawna kaplica greckokatolicka, wzniesiona w 1787 w Mochnaczce Niżnej.   
Świątynia pierwotnie po wybudowaniu służyła jako cerkiew greckokatolicka. Po 1947 po wysiedleniach, przejęta i użytkowana przez kościół rzymskokatolicki jako kaplica, parafii w Mochnaczce Niżnej.
Obiekt wpisano na listę zabytków w 1964.

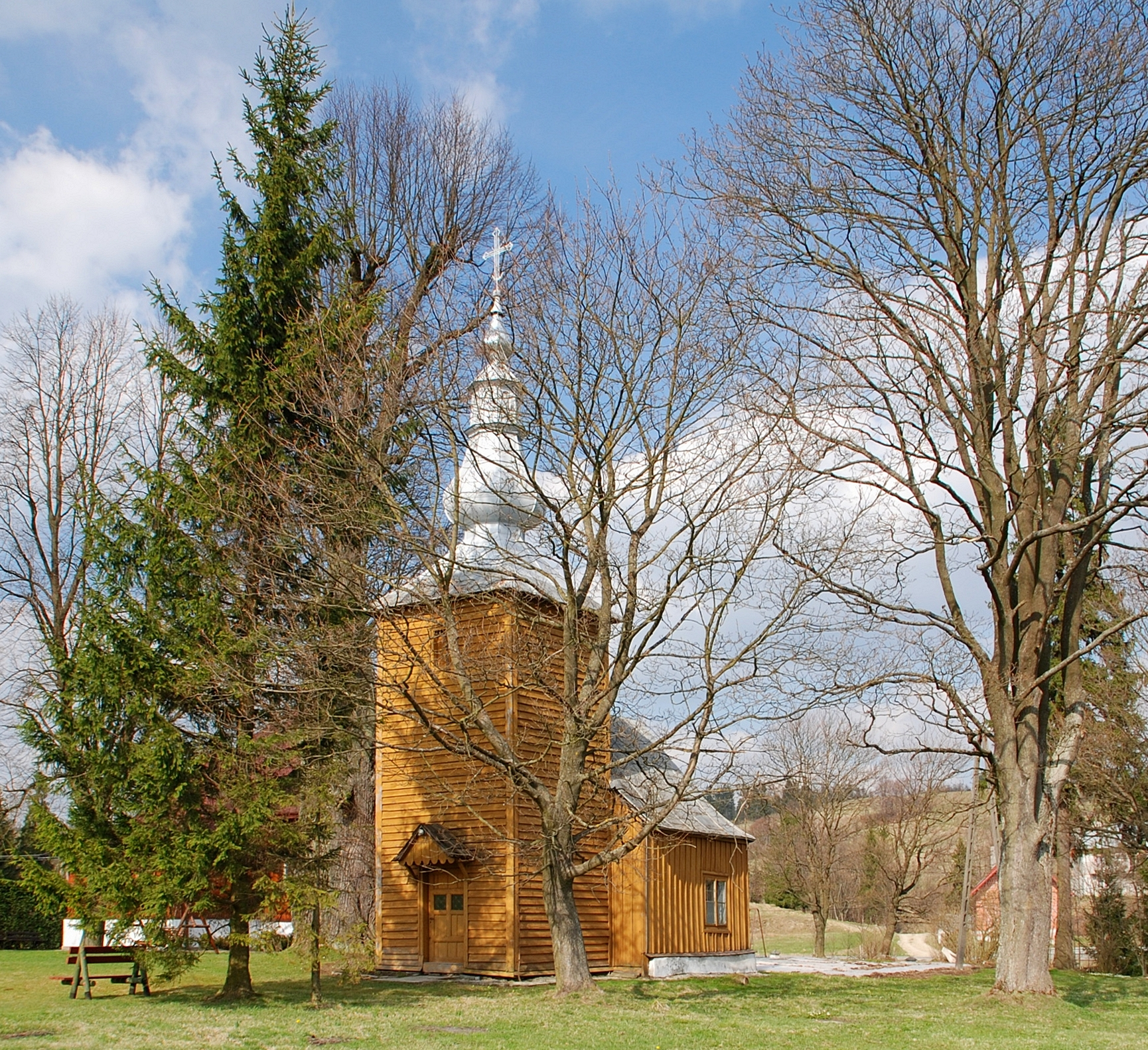
Elewacja południowa
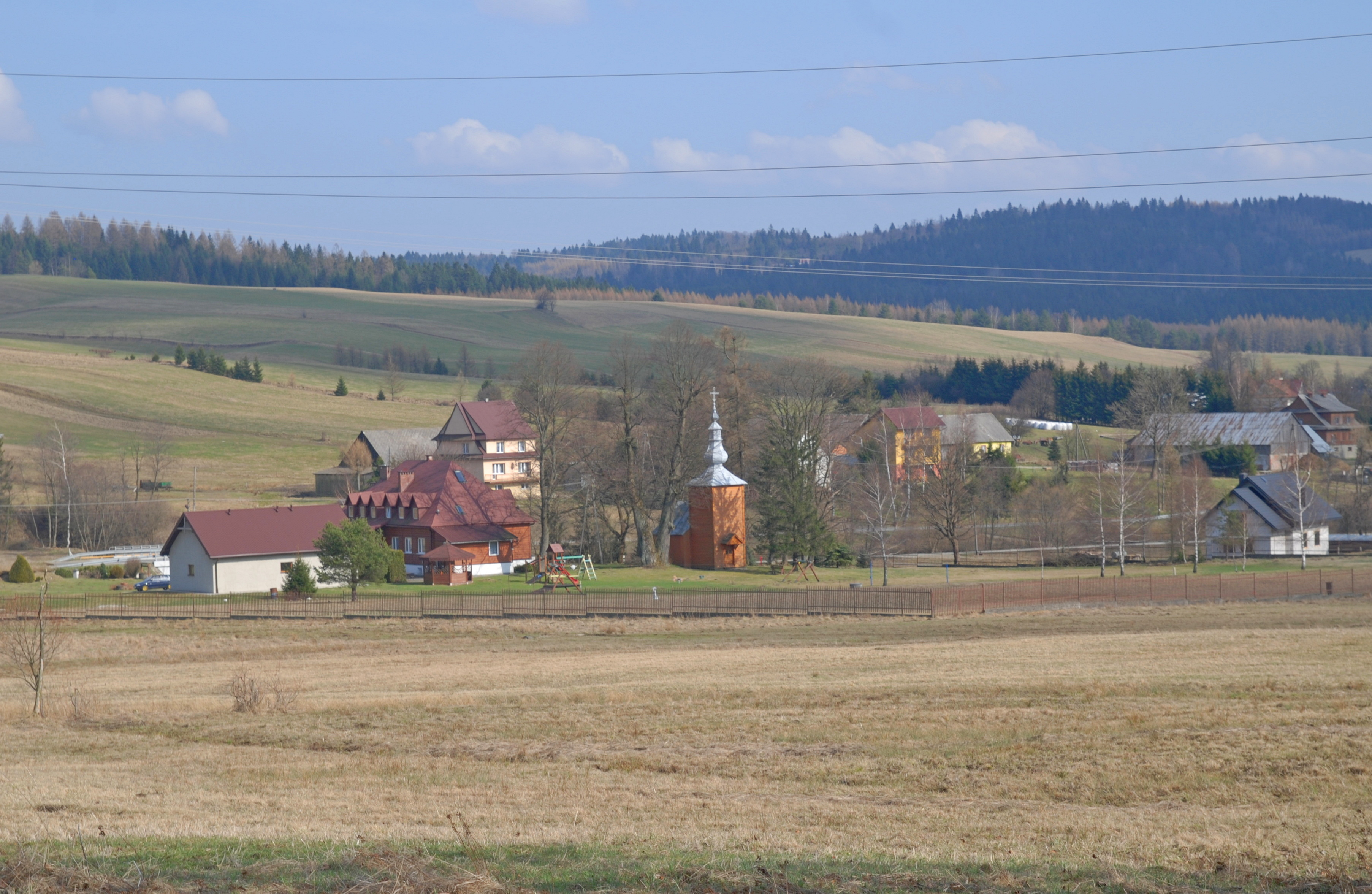
Widok ogólny
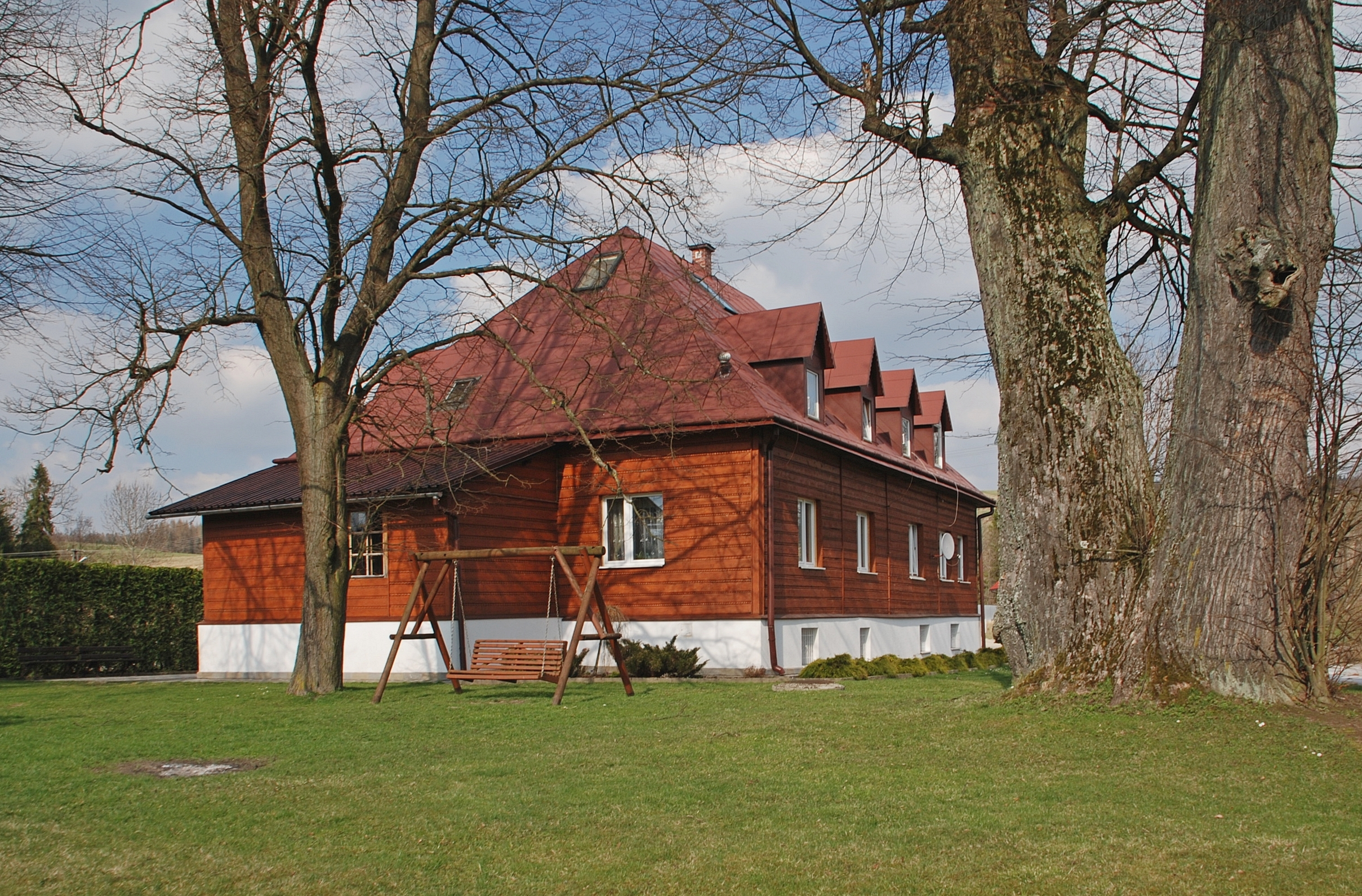
Otoczenie